# Lavau-sur-Loire
Lavau-sur-Loire (bretonsko Gwal-Liger) je naselje in občina v francoskem departmaju Loire-Atlantique regije Loire. Leta 2012 je naselje imelo 750 prebivalcev.

## Geografija
Kraj leži v pokrajini Bretaniji 19 km vzhodno od Saint-Nazaira.

## Uprava
Občina Lavau-sur-Loire skupaj s sosednjimi občinami Blain, Bouée, Bouvron, Campbon, La Chapelle-Launay, Cordemais, Le Gâvre, Malville, Prinquiau, Quilly, Saint-Étienne-de-Montluc, Savenay in Le Temple-de-Bretagne sestavlja kanton Blain; slednji se nahaja v okrožju Saint-Nazaire.

## Zanimivosti
- romansko gotska cerkev sv. Martina iz 13. stoletja, večkrat prenovljena, nazadnje po požaru leta 1994, francoski zgodovinski spomenik od leta 1984;